# I Can’t Stand the Rain
Az I Can’t Stand the Rain című dalt eredetileg Ann Peebles énekelte fel 1973-ban. A dal szerzője Peebles mellett Don Bryant és Bernard "Bernie" Miller volt. Az amerikai slágerlistán a 38. helyet érte el, Angliában pedig a 41. lett. Később az Eruption és Tina Turner feldolgozásában is sláger lett belőle.

## Az Eruption változata
Az angol Eruption diszkócsapat Eruption című, 1977-ben megjelent albumáról második kislemezként adta ki a következő év januárjában Ann Peebles dalának feldolgozását. A dal több slágerlistára is felkerült és mind a mai napig diszkóklasszikusnak számít. 1988-ban Thierry Rogen egy remixváltozatot készített belőle, ami slágerlistára nem került fel, de a klubokban kedvelték.

### Számlista
7" kislemez
 Németország (Hansa 11 761 AT)
1. I Can’t Stand the Rain – 3:12
2. Be Yourself – 3:43

12" Maxi Yello (sárga)
  Mexikó (RCA Victor DISCO TEC 29)
1. I Can’t Stand the Rain – 6:33
2. Party, Party – 3:03

### Listás helyezések
| Slágerlista (1978)                     | Legjobb helyezés |
| -------------------------------------- | ---------------- |
| Egyesült Államok US Billboard Hot 100  | 18               |
| Egyesült Államok Hot R&B Hip-Hop Songs | 30               |
| Egyesült Államok Hot Dance Club Play   | 6                |
| Kanada                                 | 21               |
| Egyesült Királyság                     | 5                |
| Írország                               | 6                |
| Németország                            | 7                |
| Ausztria                               | 4                |
| Svájc                                  | 8                |
| Hollandia                              | 4                |
| Belgium                                | 1                |
| Franciaország                          | 5                |
| Olaszország                            | 3                |
| Norvégia                               | 2                |
| Svédország                             | 22               |
| Finnország                             | 15               |
| Ausztrália                             | 1                |

## Tina Turner változata
Tina Turner 1984-ben rögzítette a dalt Private Dancer című albumához, és a következő év márciusában kislemezen is megjelent. A Turner-féle változat is felkerült a slágerlistákra, bár kevésbé volt sikeres, mint az Eruption diszkóslágere.

### Számlista
7" kislemez
1. I Can't Stand the Rain – 3:40
2. Let's Pretend We're Married (live) – 4:22

12" kislemez
1. I Can't Stand the Rain (extended version) – 5:43
2. Let's Pretend We're Married (live) – 4:22
3. Nutbush City Limits (live) – 2:56

### Listás helyezések
| Slágerlista (1985)                    | Legjobb helyezés |
| ------------------------------------- | ---------------- |
| Ausztria (Ö3 Austria Top 40)          | 6                |
| Németország (Official German Charts)  | 9                |
| Írország (IRMA)                       | 20               |
| Svájc (Schweizer Hitparade)           | 15               |
| Egyesült Királyság (UK Singles Chart) | 57               |

## További feldolgozások
- Humble Pie 1974-es Thunderbox című albumán is szerepel a dal.
- Ronnie Wood 1975-ben elkészítette a cover verzióját a Now Look című albumára.
- Patrice Banks csapatával a Graham Central Stationnal 1975-ben felvette a dalt, mely az Ain't No 'Bout A Doubt It albumon szerepel.
- Albert King 1977-ben kiadott The Blues Don't Change című albumán szerepel a dal.
- Lowell George 1979-es verziója a Thanks, I'll Eat It Here című albumán szerepel.
- Hortense Ellis 1979-es Irie Reggae Hits című albumán is szerepel a dal. Joe Gibbs volt a producer.
- A dal az 1991-es The Commitments (Kötelezettségvállalás) című film betétdalaként is szerepelt.
- A Bad Manners csapat 1993-as Fat Sound című lemezén is szerepel a dal.
- Cassandra Wilson 1993-as Blue Light 'Til Dawn albumán is szerepelt a dal, mely vegyes fogadtatásban részesült, mondván, nem olyan erős mint az eredeti. Ron Wynn kritikus szerint viszont ugyanolyan jó, mint az eredeti Peebles változat.[21]
- Missy Elliot 1997-es debütáló kislemezén a The Rain (Supa Dupa Fly) című dalban felhasználták az eredeti Ann Peebles refrént.
- Michael Bolton 1999-es Timess: The Classics Vol. 2 albumán is szerepel a dal.
- Terry Manning 2006-os Home Sweet Home című albumán is szerepelt a dal, mely egy újra kiadás. A lemezen az élő változat hallható.
- 2006-ban az R&B énekes Miki Howard saját verzióját elkészítette, mely Pillow Talk című lemezén hallható.
- Sam Moore 2006-os albumán az Overnight címűn is szerepel a dal.
- Dale Ann Bradley Bluegrass változata a 2006-ban megjelent Catch Tomorrow című albumán szerepel.
- 2007 augusztusában Guy Sebastian felvette a dal tribute verzióját Memphisi Ardent Stúdiójában. A dal a The Memphis Albumon szerepel. A dalban a Stax zenekar közreműködik, úgy mint Steve Cropper, Donald Duck Dunn, Lester Snell és Steve Potts.
- Seal 2008-as Soul albumán is szerepel a dal.
- Winie Clayton 2008-as Soul And Blues albumán is helyet kapott a dal sajá verziója.
- 2010-ben a német klasszikus bass bariton Thomas Quasthoff is felvette saját verzióját, mely a Tell It Like It Is című albumán szerepel.
- 2012-ben a The Flashbulb remixelte a dalt The History Of Rain címmel, mely albumukon is szerepel.
- A klasszikus rockénekes Paul Rodgers 2014-es verziója a The Royal Sessions című albumán szerepel.

## Külső hivatkozások
- Dalszöveg[22]
- Videóklip[23]
- A remix kislemez az austriancharts.at oldalon[24]
- A remix a last.fm oldalon[25]